# 11955 Рассробб
11955 Рассробб (11955 Russrobb) — астероїд головного поясу, відкритий 8 лютого 1994 року.
Тіссеранів параметр щодо Юпітера — 3,519.